# الحديدة
مدينة الحُدَيْدَة مدينة في اليمن وعاصمة محافظة الحديدة ومركزها، تقع على ساحل البحر الأحمر، وتبعد عن العاصمة صنعاء بمسافة تصل إلى حوالي 226 كيلو متراً.
ويشكل سكان عروس البحر الأحمر نسبة 11% من إجمالي سكان الجمهورية اليمنية تقريباً، وتحتل المرتبة الثانية من حيث عدد السكان بعد محافظة تعز، وعدد مديريات محافظة الحديدة 26 مديرية، ومدينة الحديدة مركزها. وتعد الزراعة النشاط الرئيسي لسكان المحافظة، حيث تحتل المركز الأول بين محافظات الجمهورية في إنتاج بعض المحاصيل الزراعية وبنسبة تصل إلى (28.6%) من إجمالي الإنتاج، ومن أهم المحاصيل الزراعية الخضروات والفواكه والأعلاف فضلاً عن نشاط الاصطياد السمكي، بحكم أن المحافظة تطل على شريط ساحلي طويل غني بالأسماك والأحياء البحرية كماً ونوعاً. والنشاط التجاري في الحديدة متميز من خلال عمليتي (الاستيراد والتصدير) لثاني ميناء رئيسي للجمهورية اليمنية، كما يوجد في المحافظة العديد من المنشآت الصناعية من أهمها مصنع أسمنت باجل، وبعض الصناعات الغذائية والمشروبات الغازية. وأهم المعادن الموجودة في أراضي المحافظة هي: الجرانيت، الرمال السوداء، الأصباغ، السيراميك، الملح الصخري، الجبس وبعض المعادن الطينية الأخرى.
ومعالم السياحة في محافظة الحديدة متنوعة بالإضافة إلى معالمها التاريخية أهمها الآثار الإسلامية في مدينة زبيد التاريخية، كالجامع الكبير وجامع الأشاعرة في مدينة بيت الفقيه ومدينة الخوخة الساحلية، والسخنة الطبيعي. ومتوسط درجة الحرارة في الحديدة خلال أيام السنة بحدود 29 درجة مئوية.

## التاريخ
في السجلات الإسلامية تم ذكر اسم الحديدة لأول مرة في عام 1454/55 وأصبحت المدينة ذات شعبية ومهمة في عشرينيات القرن الخامس عشر عندما استولى العثمانيون على تهامة. زار الكاتب الملايو عبد الله بن عبد القادر الحديدة في رحلة حج إلى مكة في عام 1854، ويصف المدينة في روايته عن الرحلة، وذكر أن عادة مضغ القات كانت سائدة في المدينة في هذا الوقت.
في عام 1914 خلال الحرب العالمية الأولى، أنشأت القوات الألمانية بقيادة الرائد فرايهر عثمان ڤون ستوتزينجن "محطة Stotzingen-Mission"، وهي محطة لاسلكية في الحديدة، والتي كانت تستخدم أثناء الثورة العربية لنقل الاتصالات من القسطنطينية إلى شرق أفريقيا الألماني وكذلك بثت دعاية للسودان الإنجليزي المصري، والصومال البريطاني، والحبشة.
احتلت القوات السعودية المدينة لفترة وجيزة خلال الحرب السعودية اليمنية (1934).
بعد حريق كارثي في يناير 1961 دمّر الكثير من الحديدة، أعيد بناؤه، ولا سيما مرافق الموانئ، بمساعدة سوفيتية. تم إكمال طريق سريع إلى العاصمة صنعاء في عام 1961. وكانت المدينة أيضًا موقعًا لقاعدة بحرية سوفيتية في السبعينيات والثمانينيات.
الحُديدة لديها عدد كبير من الأماكن التاريخية، خاصة في زبيد التي تعتبر واحدة من أهم المدن الإسلامية في العالم. المدينة ليست كبيرة ولكنها تضم أكثر من مائة مسجد قديم. علاوة على ذلك، كان لديها جامعة، كانت قديمة قِدم الأزهر.

## الجغرافيا

### الموقع
تقع الحُدَيْدَة في الجزء الغربي من اليمن وتمتد على الشريط الساحلي الغربي المطل على ساحل البحر الأحمر بين خطي طول (42 - 43) شرق غرينتش وبين خطي عرض (14 - 16) شمال خط الاستواء. وتبعد عن العاصمة صنعاء مسافة تصل إلى حوالي 226 كيلو متراً. ويحد محافظة الحُدَيْدَة من الشمال محافظة حَجَّة ومن الجنوب محافظة تَعِز، ومن الشرق محافظة المحويت وصَنْعاء وذمار وإب، ومن الغرب البحر الأحمر.

### التضاريس
تتكون محافظة الحديدة عموماً من سهل منبسط قليل الانحدار نحو البحر، وسطحه متماوج تماوجاً بسيطاً في شكل موجات عرضية متتابعة، يشغل مقعراتها مجاري روافد الوديان التي تصب في البحر، أمَّا محدباتها فتتكون في معظم الأحيان أما من بعض الكثبان الرملية قليلة الارتفاع أو بعض بقايا الكتل المتراجعة نحو الداخل، والمعروف جيولوجياً أن هذا السهل الساحلي هو جزء من أخدود البحر الأحمر غطته الإرسابات الحديثة التي يمكن أن نقسمها إلى قسمين يصعب تتبع حدودها أو الفصل بينهما، ففي الجزء القريب من ساحل البحر الأحمر تتكون الإرسابات من تكوينات بحرية تنتمي إلى نهاية كل من الزمن الثالث والرابع تغطيها إرسابات رملية هوائية حديثة، أما الجزء القريب من سفوح الجبال فهو يتكون من إرسابات دلتاوية بعضها خشن يتمثل في الحصى الكبير وشظايا الصخور، والبعض الآخر يتكون من ذرات دقيقة من مفتتات الصخور التي حملتها معها الوديان المنحدرة من الجبال، وتختفي هذه الإرسابات الدلتاوية الخشنة تدريجياً تحت الإرسابات الرملية حيث يظهر على الحد الفاصل بينهما بعض الينابيع والعيون ذات المياه العذبة، ومما سبق يمكن تقسيم
محافظة الحديدة من حيث السطح تنقسم إلى ثلاثة أقسـام:
- السهول الساحلية.
- المرتفعات الجبلية.
- مجموعة الجزر.

### السهول الساحلية
تقع معظم أراضي محافظة الحديدة في المنطقة السهلية لساحل تهامة، ويمتد هذا السهل من اللحَّية في الشمال إلى الخوخة في الجنوب بطول حوالي (300 كم) وعرض يتراوح بين (60 - 150 كم)، ويخترق هذا السهل العديد من الأودية التي تعتبر مصبات لمياه السيول والأمطار التي تأتي من المرتفعات الداخلية للمحافظة ومن هضاب وجبال محافظات إب وذمار وصنعاء والمحويت وحجة حتى تستقر في البحر الأحمر، وأهم الوديان في سهل محافظة الحديدة ما يلـي:
1- وادي مور: يأتي من غرب بلد حاشد جبل يزيـد ومـن غـرب جبل ضلاع والطويلة ومن شمال المحويت والخبت ومن جبل مسور وحجة وكحلان وساقين وكشر ويلتقي في الواعظات يسقي الزَّهرة ويصب في البحر الأحمر جنوب اللحَّية وهو من أكبر الأودية في تهامة.
2- وادي سردد: يأتي من الأهجر غرب صنعاء ومن ضلاع كوكبان وغرب وشمال جبل شعيب وملحان ويجتمع بخميس بني سعد، ويمر هناك في مضيق وادي كبير دائم الجريان ولكنه يضيع تحت الرمال ويسقي مدن المُهْجم ـ مدينة تاريخية لم يبق إلا أطلالها ومنها منارة مسجد المدينة ـ والضحَّي والزيدية ويصب في البحر الأحمر جنوب مدينة الزيدية.
3- وادي سهام: يأتي من مشارف خولان العالية الغربية ووعلان وسامك وعافش وغرشْ آنس وتضم إليه السيول من شمال آنس وجنوب بني مطر وجنوب الحيمة وجنوب حراز وشمال جبال ريمة ويمر بشمال جبل برع فيسقي أرض المراوعة والقُطيع ويصب في البحر الأحمر جنوب مدينة الحديدة.
4- وادي رماع: يأتي من ضوران آنس ومن حمام علي وشمال جبال عتمة وشمال وصاب وجنوب ريمة ويشق طريقه بين جبال وصاب وريمة وينزل إلى بني سواده والمشرافة ثم الجروبة والحسينية ويصب في البحر الأحمر.
5- وادي نخلة: يأتي من شمال شرعب وجنوب العُدين ويمر بحيس ويسقي بلد الدَّوبَلي شمال الخوخة فالبحر الأحمر.
6- وادي زبيد وفروعه: يأتي من العُدين ومن وادي عنَّه ووادي السُّحول النازل من شمال إب وأودية بعدان من غربان والمنار وأودية جبل حبيش والنجاري والمخادر ووادي برقين ووادي شيعان وجوار النازلين من بني مسلم غرب يريم، وأودية القفر النازلة من عُتمة ومغرب عنس والأودية النازلة من شرق وصابين وتلتقي في المضيق بين جبل رأس ووصاب تم تسقي زبيد وتنزل إلى البحر الأحمر عند ساحل الفازة.
7- وادي تباب بالقناوص: ينزل من شمال جبل ملحان ومن جبل الظاهر التابع للخبت ويسقي أرض القناوص وينزل إلى إبن عباس في البحر الأحمر.
8- وادي علوجة: ينزل من جبل كسمة والجعفرية ويمر بوادي الخايع إلى الجاح.
9- وادي اللاوية: يأتي من غرب جبال ريمة إلى رمال والدريهمي من الزرانيق.
وهناك العديد من الأودية الصغيرة الأخرى التي تنتشر في سهول المحافظة.

### المرتفعات الجبلية
أهم المرتفعات في محافظة الحديدة ما يلي:
- جبل رأس: يقع في مديرية جبل رأس، في الجهة الجنوبية الشرقية من زبيد، ويطل من جهته الشمالية على وادي زبيد، ومن جنوبه على وادي نخلة، ويرتفع عن مستوى سطح البحر بحوالي (2000 متراً) تقريباً.

- جبل برع: يقع في مديرية بُرَعْ ويرتفع عن مستوى سطح البحر بحوالي (2400 متراً)

- جبل دباس وجبل مستور: يقعان في مديرية حيس.
- جبل الركب: يقع في مديرية زبيد.
- جبال الضامر: سلسلة جبلية تقع إلى الشرق من باجل وتمتد من شمال برع إلى شرق باجل.
- جبال الدَّمَنْ: سلسلة جبلية تقع غرب سلسلة جبال الضامر ويتوسطها سهل كبير يعرف سهل الدَّمَنْ يمتد من سهام إلى باجل.

- جبال دهنه: سلسلة جبلية تمتد من شرق إلى غرب شمال مدينة باجل تطل من الشمال على وادي سردُد ومن الجنوب على باجل ويفصل بينهما سهل يعرف بوادي عزان.

- جبل الشريف: يقع في جهة الجنوب من مدينة باجل ويوجد بقمته قلعة تسمى قلعة جبل الشريف.

- جبل القمة: يقع شرق مدينة الصليف على بعد (25 كيلومتر)، يوجد بها مناجم الملح.

### مجموعة الجزر
تنتشر في البحر الأحمر قبالة ساحل محافظة الحديدة مجموعة من الجزر اليمنية يصل عددها إلى أكثر من (40 جزيرة) بعضها صغيرة ومن أهمها الجزر التالية:
1- جزيرة كمران: هي من الجزر المأهولة بالسكان وتبعد عن ميناء الصليف بحوالي (7 ميلاً بحرياً) وتبلغ مساحتها (35 ميلاً مربعاً) وهي جزيرة ذات أهمية إستراتيجية، وقد دخلها المصريون المماليك بقيادة حسين الكردي في عام 921 هـ وبعد ذلك ظلت تحت سيطرة العثمانيين حتى احتلتها بريطانيا في عام 1867م، واستخدمت حجراً صحياً للحجيج، كما يوجد بها قاعدة عسكرية يمنية لحماية السواحل والجزر اليمنية، ويوجد بها حالياً نادي للغوص يستغل سياحياً.
2-جزيرة طقفاش (أنتوفيش): هي من أكبر الجزر الموجودة في مواجهة ميناء اللحَّية وتبلغ مساحتها (28 كم2) تقريباً، وشكلها مستطيل وترتفع حوالي (36 قدماً) عن مستوى سطح البحر، وتعتبر من الجزر ذات الأهمية الإستراتيجية والاقتصادية، ويوجد بها حالياً نادي للغوص يستغل سياحياً.
3-جزيرة حنيش الكبرى: يبعد طرفها الشمالي الشرقي من الساحل بحوالي (28 ميلاً بحرياً)، وتبلغ مساحتها حوالي (67 كم2) وتقع على خط عرض (44َ,13ْ) شمالاً، وخط طول (45َ,42ْ) شرقاً، وهي جزيرة صخرية تمتد بها سلسلة جبلية على مدى طولها وأعلى ارتفاع لهذه السلسلة الجبلية يبلغ (1335 قدماً)، وفي عام 1981م بنت عليها المؤسسة العامة للموانئ اليمنية فناراً لإرشاد السفن وخدمة الملاحة الدولية.
4- جزيرة حنيش الصغرى: تبعد عن الساحل بحوالي (25 ميلاً بحرياً)، وتبلغ مساحتها حوالي (10 كم2)، وهي جزيرة صخرية بركانية أعلى ارتفاع لها (627 قدماً)، وفي عام 1981م بنت عليها المؤسسة العامة للموانئ اليمنية فناراً لإرشاد السفن وخدمة الملاحة الدولية.

### المناخ
يتأثر مناخ محافظة الحديدة بكل الظروف التي تؤثر عموماً في مناخ اليمن وتؤدي إلى مظاهره المختلفة فيما يسقط من أمطار على المرتفعات الداخلية قد تجد طريقها أو الجزء الأكبر منها إلى مسيلات وروافد ووديان تصل بها إلى البحر الأحمر أو قد تجد طريقها خلال الطبقات إلى سهل تهامة على البحر الأحمر، ومناخ محافظة الحديدة يتميز بصيف طويل حار وشتاء قصير دافئ، وفيما يلي أهم العناصر المناخية:
درجة الحرارة
يصل المتوسط الشهري لدرجة الحرارة العظمى في فصل الصيف إلى (37.5 درجة مئوية) والصغرى إلى (19.6درجة مئوية)، أما في فصل الشتاء فأن المتوسط الشهري لدرجة الحرارة العظمى تصل إلى (24ْ مئوية) والصغرى إلى (14ْ مئوية).
درجة الرطوبة النسبية والبحر
تعتبر نسبة الرطوبة عالية إلى حد كبير إذ أن متوسط درجة الرطوبة النسبية يتراوح بين (70ْ - 85ْ مئوية)، كما أن معدل التبخر مرتفع يزيد عن معدل التساقط.
الأمطار
تتباين كميات سقوط الأمطار في المحافظة من المنطقة إلى أخرى، حيث تزداد معدلات سقوطها على الأجزاء الشرقية منها والمرتفعات الجبلية. في حين تقل أو تنعدم في بعض الأحيان على الشريط الساحلي بشكل عام.
وعموماً فان سقوط الأمطار في المحافظة عادة ما يكون في موسم الربيع وأواخر فصلي الصيف والخريف إلا أن سقوط الأمطار بكميات أكثر عادة ما تكون في الصيف والخريف.
- حيث كانت كمية سقوط الأمطار الشهرية (بالمللتر) لمحطات الرصد الرئيسية خلال عام 2004م بلغت 128803ملم في محافظة الحديدة.

| البيانات المناخية لـلحديدة        | البيانات المناخية لـلحديدة | البيانات المناخية لـلحديدة | البيانات المناخية لـلحديدة | البيانات المناخية لـلحديدة | البيانات المناخية لـلحديدة | البيانات المناخية لـلحديدة | البيانات المناخية لـلحديدة | البيانات المناخية لـلحديدة | البيانات المناخية لـلحديدة | البيانات المناخية لـلحديدة | البيانات المناخية لـلحديدة | البيانات المناخية لـلحديدة | البيانات المناخية لـلحديدة |
| الشهر                             | يناير                      | فبراير                     | مارس                       | أبريل                      | مايو                       | يونيو                      | يوليو                      | أغسطس                      | سبتمبر                     | أكتوبر                     | نوفمبر                     | ديسمبر                     | المعدل السنوي              |
| --------------------------------- | -------------------------- | -------------------------- | -------------------------- | -------------------------- | -------------------------- | -------------------------- | -------------------------- | -------------------------- | -------------------------- | -------------------------- | -------------------------- | -------------------------- | -------------------------- |
| متوسط درجة الحرارة الكبرى °م (°ف) | 29.9 (85.8)                | 30.6 (87.1)                | 31.9 (89.4)                | 34.5 (94.1)                | 36.5 (97.7)                | 37.7 (99.9)                | 38.3 (100.9)               | 38.1 (100.6)               | 36.8 (98.2)                | 34.8 (94.6)                | 32.1 (89.8)                | 30.5 (86.9)                | 34.3 (93.8)                |
| المتوسط اليومي °م (°ف)            | 25.3 (77.5)                | 25.9 (78.6)                | 27.2 (81.0)                | 29.5 (85.1)                | 31.6 (88.9)                | 32.9 (91.2)                | 33.5 (92.3)                | 33.2 (91.8)                | 31.9 (89.4)                | 30.0 (86.0)                | 27.4 (81.3)                | 25.6 (78.1)                | 29.5 (85.1)                |
| متوسط درجة الحرارة الصغرى °م (°ف) | 20.7 (69.3)                | 21.2 (70.2)                | 22.5 (72.5)                | 24.6 (76.3)                | 26.7 (80.1)                | 28.1 (82.6)                | 28.7 (83.7)                | 28.4 (83.1)                | 27.1 (80.8)                | 25.2 (77.4)                | 22.8 (73.0)                | 20.8 (69.4)                | 24.7 (76.5)                |
| الهطول مم (إنش)                   | 5 (0.2)                    | 5 (0.2)                    | 4 (0.2)                    | 2 (0.1)                    | 6 (0.2)                    | 1 (0.0)                    | 4 (0.2)                    | 13 (0.5)                   | 12 (0.5)                   | 7 (0.3)                    | 4 (0.2)                    | 4 (0.2)                    | 67 (2.8)                   |
| المصدر: Climate-Data.org          |                            |                            |                            |                            |                            |                            |                            |                            |                            |                            |                            |                            |                            |

### الغطاء النباتي
يتنوع الغطاء النباتي في المحافظة فتكثر الأشجار المعمرة بالإضافة إلى الحشائش والنباتات الصغيرة في السهول والكثبان الرملية الغير مزروعة.
وكذلك تنتشر النخيل والعديد من النباتات وأنواع مختلفة من الأشجار المعمرة وذلك في نهاية الأودية وسهولها.
وينعدم الغطاء النباتي في الأجزاء الصخرية والمناطق الساحلية باستثناء بعض أشجار نخيل الدوم التي تكثر في أجزاء مختلفة من الشريط الساحلي.

### الحيوانات والطيور البرية النادرة
يوجد أنواع مختلفة من الحيوانات البرية المتوحشة منها والأليفة كانت في الماضي منتشرة في سهول تهامة إلا أنها مع مرور الزمن تلاشت وانقرض الكثير منها باستثناء البعض منها التي يتركز تواجدها في الأجزاء الشرقية وبالقرب من المرتفعات الجبلية الخالية من السكان مثل الضباع، الثعالب، النمور، الأرانب، الأوبار ولكن بأعداد قليلة ونادرة.
بالنسبة للطيور توجد في السهل التهامي ومنها الصقور، العقاب، الوروار، طائر الجنة أو (طائر الفردوس)، اللقلاق، البوم، الحمام البري، النورس، الهدهد.

## السكان
تأتي محافظة الحديدة في المرتبة الثانية من حيث عدد السكان بعد محافظة تعز حيث بلغ عدد سكان محافظة الحديدة وفقاً لنتائج التعداد العام للسكان والمساكن والمنشآت لعام 2004م 2.157.552 نسمة وينمو السكان سنوياً بمعدل 3.25%.
وغالبية سكان الحديدة يتركز في مديرية الحوك والمنطقة المحصورة ما بين شارع جمال وغليلي ممتدة الى الكورنيش وهي تعاني من ازدحام سكاني كبير وفيها اغلب سكان الحديدة الأصليين.

## التقسيم الإداري
الحديدة هي مركز محافظة الحديدة وتقسم إلى ثلاث مديريات هي (الحالي والميناء والحوك).

## السياحة
هنالك أماكن سياحية كثيرة في محافظة الحديدة منها:
1. قلعة الكورنيش في مديرية الحديدة.
2. مدينة الخوخة السياحية التي تطل على مناظر رائعة من البحر الأحمر.
3. حجرة الزِني في مديرية حيس.
4. ينابيع السخنة الحارة ذات المياه الكبريتية المفيدة لصحة الجسم.

- محمية برع الجبلية

1. مدينة الحديدة هي عروس البحر الأحمر ويوجد فيها العديد من الاماكن الترفيهيه والاستجمام والمطاعم
2. جزيرة كمران

## شخصيات من محافظة الحديدة
- الموسيقار أحمد فتحي.
- الشاعر والكاتب والمؤرخ عبد الرحمن طيب بعكر.
- الكاتب عبد الباري طاهر.
- القاص والروائي وجدي محمد عبده الأهدل.
- الكاتب عبد الله خادم العمري.
- الشاعر إبراهيم علي صادق.
- السياسي هبة الله علي صغير شريم.
- الشاعر والناقد علوان مهدي الجيلاني.
- الملحن الموزع الموسيقي عبدالله ال سهل.

## معرض الصور

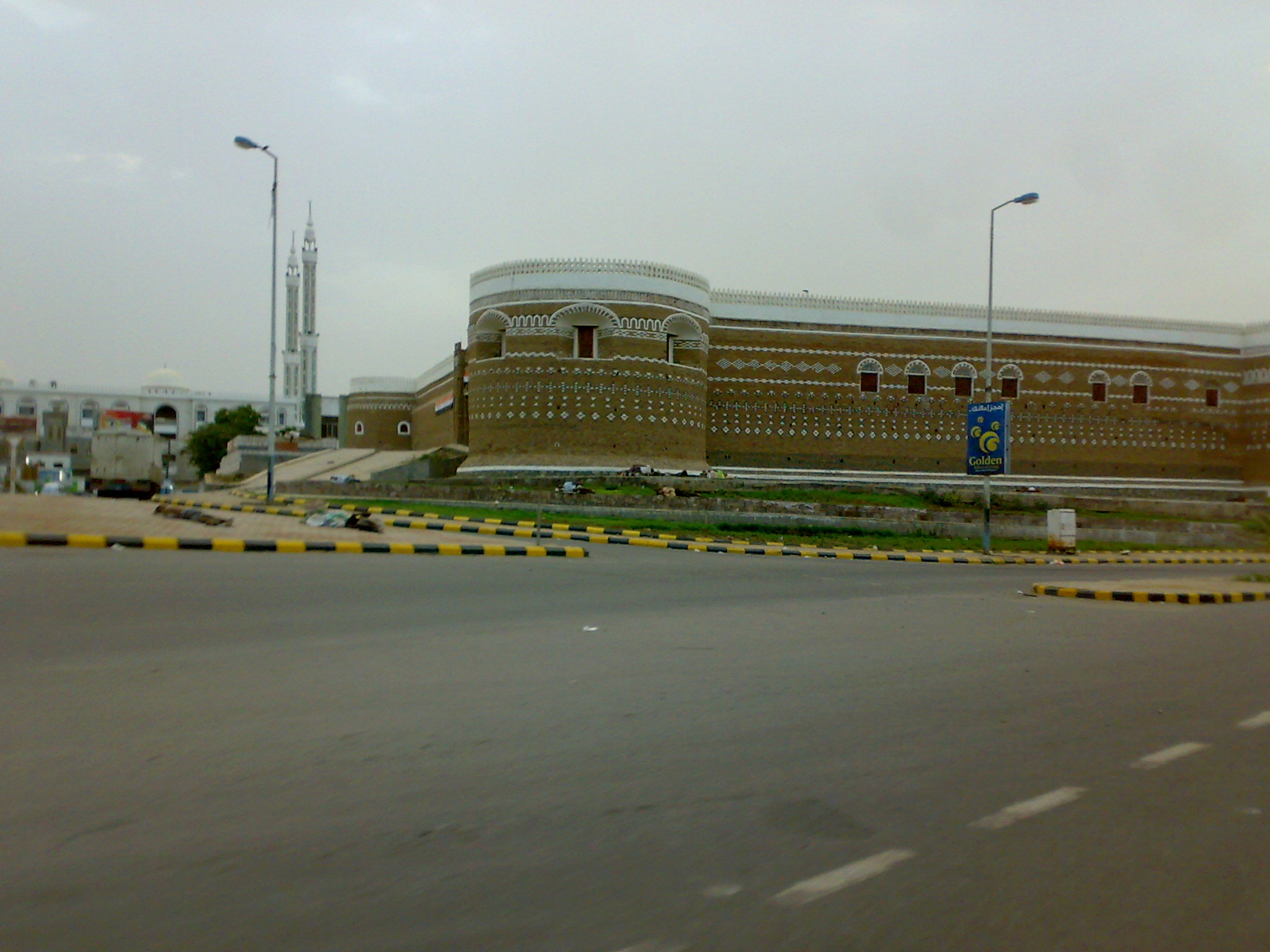
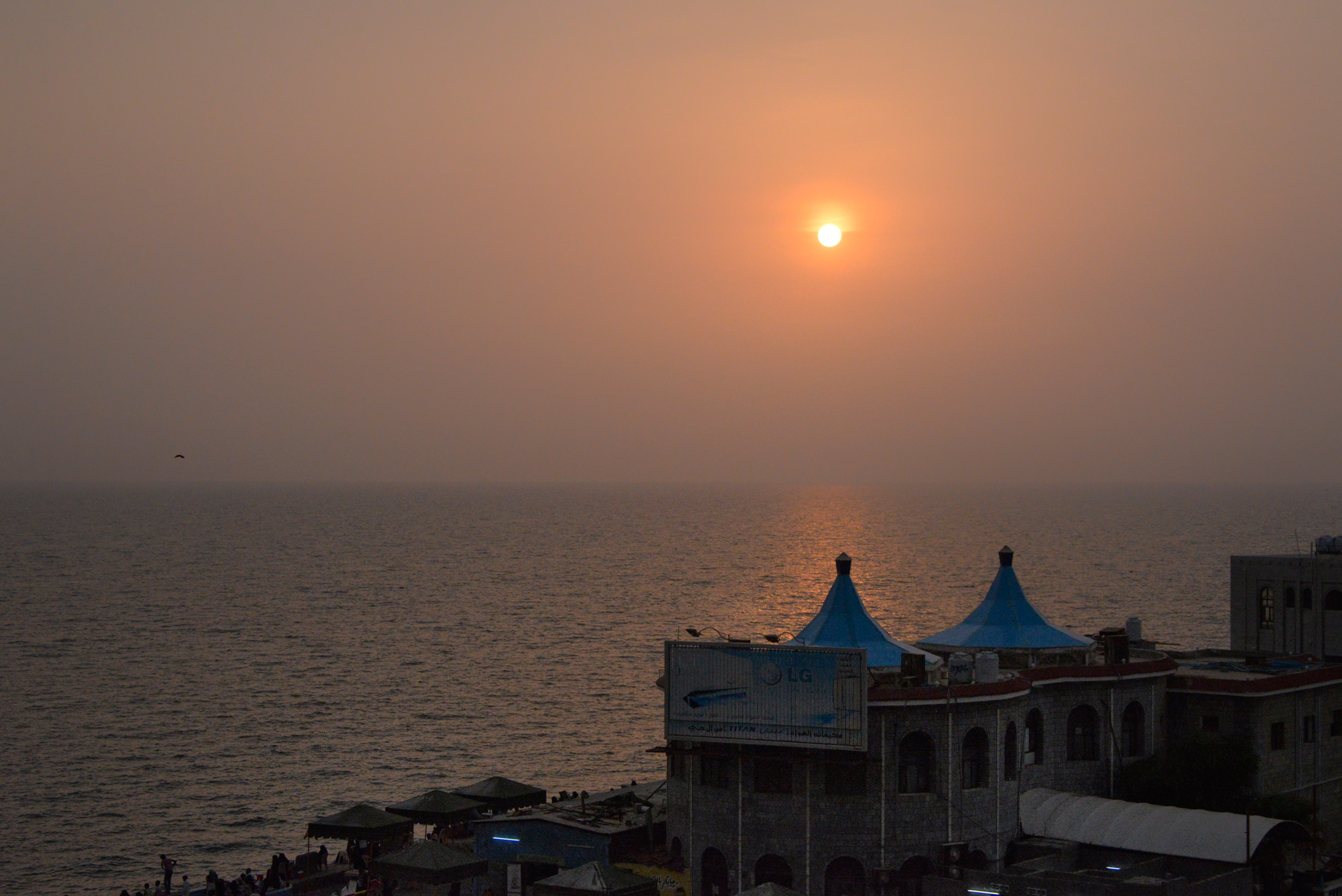
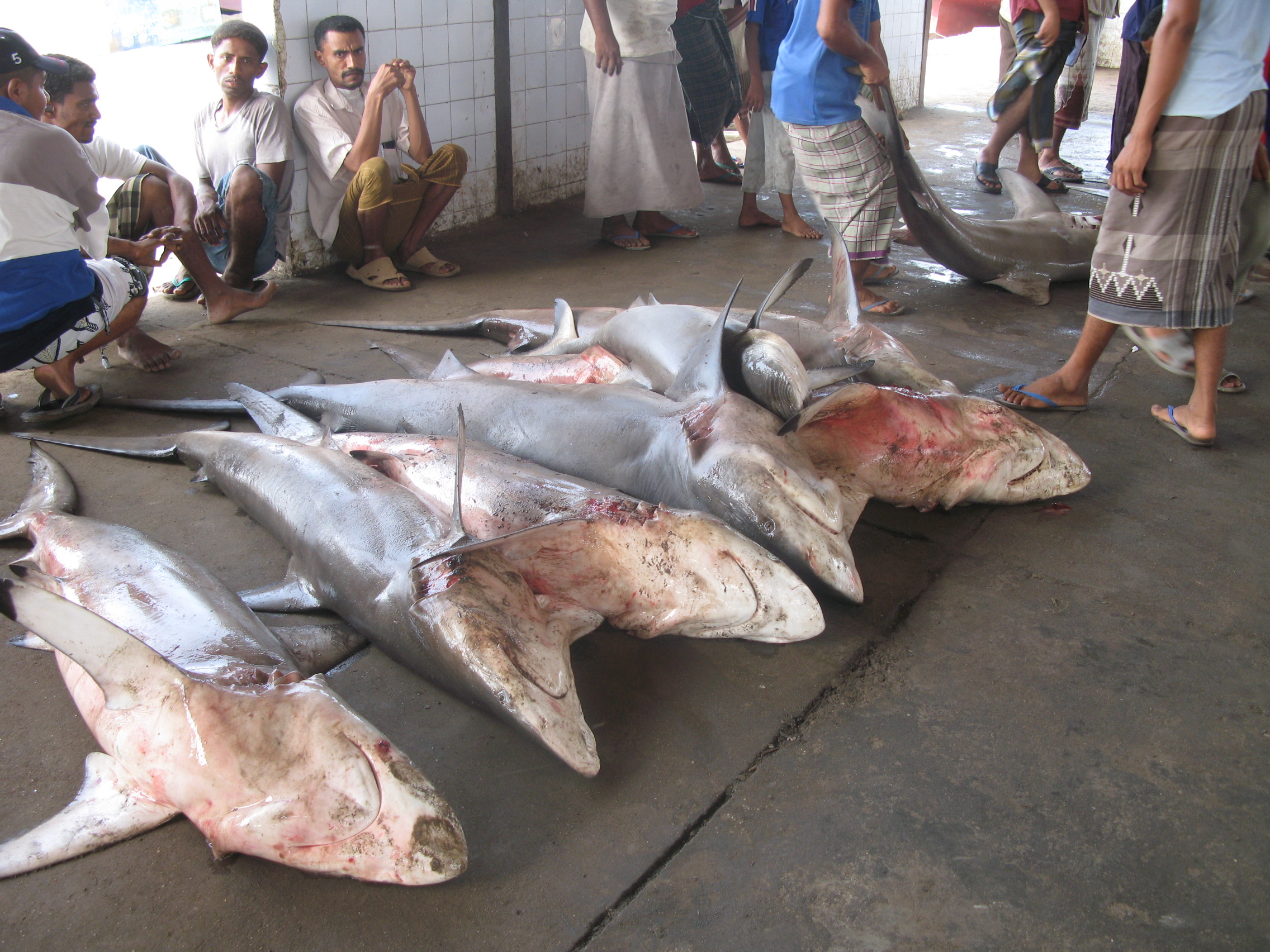
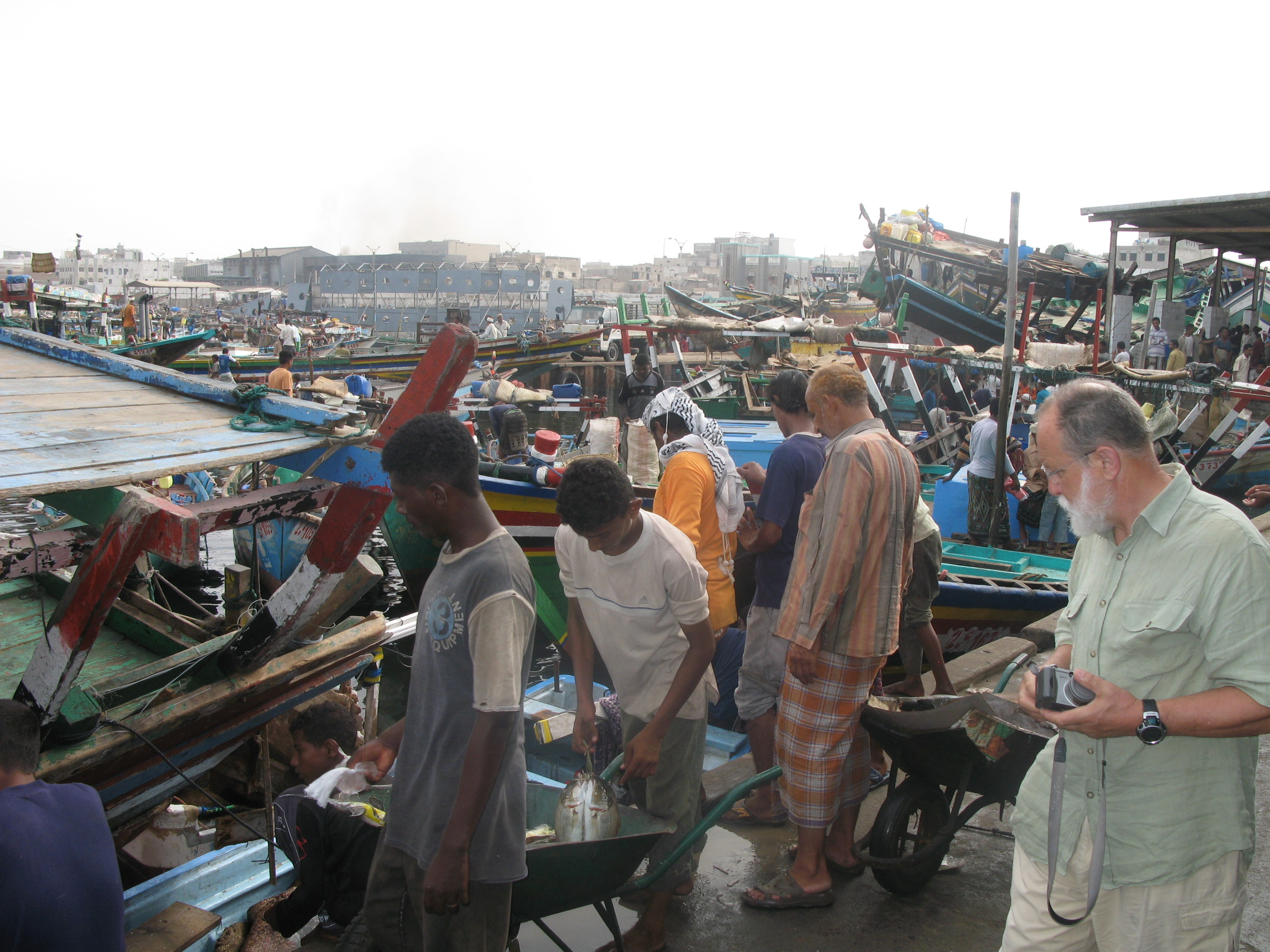
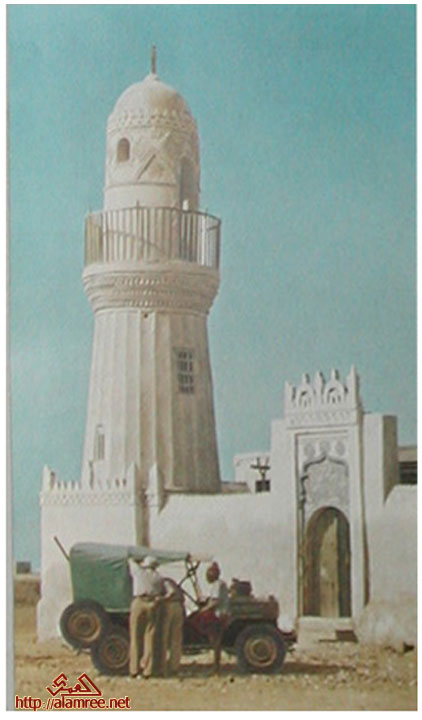
الحديدة في الخمسينات